# Weapon of Choice
«Weapon of Choice» es una canción del músico británico de big beat Fatboy Slim de su tercer álbum de estudio, Halfway Between the Gutter and the Stars. Cuenta con la colaboración del músico estadounidense de funk Bootsy Collins. Fue lanzada como un sencillo de doble cara A con «Star 69» el 23 de abril de 2001, así como un lanzamiento de sencillo independiente y un relanzamiento de 2010 con remixes. El sencillo alcanzó el número 10 en la lista de sencillos del Reino Unido.
El video musical, dirigido por Spike Jonze, presenta al actor Christopher Walken bailando en el lobby de un hotel desierto. Ganó múltiples premios en los MTV Video Music Awards de 2001 y ganó el Premio Grammy de 2002 al mejor video musical.

## Antecedentes

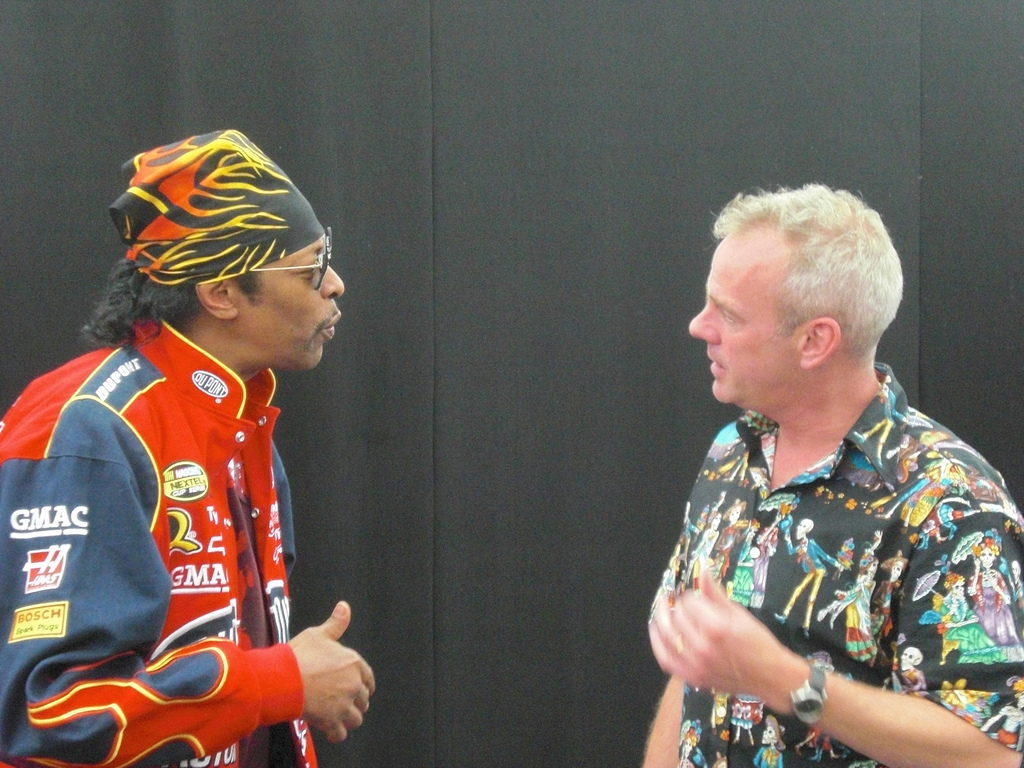
Bootsy Collins y Fatboy Slim en 2008.

«Weapon of Choice» cuenta con la voz principal de Bootsy Collins, conocido como miembro del grupo de funk Parliament-Funkadelic y líder de Bootsy's Rubber Band. En la versión de álbum, la voz normal de Collins se escucha a través del canal de audio derecho; las mismas voces, distorsionadas a un tono mucho más profundo, se escuchan a través de la izquierda. La canción presenta una muestra destacada de la canción «Into My Own Thing» del grupo estadounidense Sly & the Family Stone, así como muestras de «All Strung Out Over You» de The Chambers Brothers y «Word Play» de The X-Ecutioners, el último de los cuales se muestreó previamente en otra canción de Fatboy Slim, «Don't Forget Your Teeth», el lado B de su sencillo «Right Here, Right Now» y «Gangster Tripping».
El estribillo de la canción, «You could blow with this, or you could blow with that», es un homenaje a la canción de Black Sheep «The Choice Is Yours (Revisited)», que tiene un estribillo similar. Las líneas «Walk without rhythm/and it won't attract the worm» citan la novela de ciencia ficción Dune, mientras que la línea «tome of my voice» puede ser el arma principal, utilizada por algunos de los personajes del libro. La línea «halfway between the gutter and the stars» se refiere a una línea en la obra de teatro de Oscar Wilde El abanico de Lady Windermere: «We are all of us in the gutter, but some of ur are looking at the stars», y también se usó como título del álbum.
La edición de radio se conoce como «Attack Hamster Edit» y es la versión que aparece en el álbum de grandes éxitos de Fatboy Slim The Greatest Hits - Why Try Harder. Las pistas vocales de Collins, tanto normales como distorsionadas, permanecen intactas, pero la pista distorsionada es apenas audible. Alcanzó el puesto 137 en la lista de sencillos del Reino Unido. La canción apareció brevemente en la película de 2001 Joe Somebody, en el episodio de Malcolm in the Middle «Malcolm vs. Reese», y en la película de 2006 Night at the Museum. También se usó en el tráiler del videojuego Skylanders: Swap Force en 2013.
En el álbum, la canción pasa de «Retox» y, por lo tanto, el final de dicha canción está en esta pista. Al minuto 5:06 en la «versión sencillo», el último segundo (5:05) se repite muchas veces hasta que termina al minuto 5:36. En el álbum, los últimos dos segundos se repiten hasta el minuto 5:23, y los sonidos de scratch comienzan a las 5:14 hasta la conclusión a las 5:45. La versión individual y la versión del álbum también tienen varias otras diferencias, incluido el orden de los fragmentos vocales hacia la marca de los cinco minutos.

## Video musical
El video musical fue filmado en el lobby del Hotel Marriott International (ahora L.A. Grand Hotel Downtown) en Los Ángeles en diciembre de 2000. Dirigido por Spike Jonze, cuenta con el actor Christopher Walken, quien se formó como bailarín en teatro musical antes de su carrera como actor. Walken le había pedido a Jonze que filmara su baile y Jonze le sugirió que participara en el video. Fatboy Slim originalmente tenía programado tener un cameo en el video, reemplazando a Walken en las tomas del arnés, pero no estuvo disponible ese fin de semana porque su esposa estaba dando a luz.
En el video, Walken se relaja en una silla en el vestíbulo de un hotel desierto, cuando escucha la canción que suena en un carrito de limpieza cercano. Comienza a bailar por el hotel, luego se sube a un ascensor, salta por el balcón y vuela por el entrepiso antes de volver a la silla y volver a sentarse.
El videoclip de «Weapon of Choice» ganó seis premios en los MTV Video Music Awards de 2001. Walken fue galardonado con uno de los «Moonmen» de MTV a la mejor coreografía. El video también ocupó el puesto número uno en una lista de los 100 mejores videos de todos los tiempos de VH1 en abril de 2002 compilada a partir de una encuesta de la industria musical. El actor sueco Mikael Persbrandt también ha bailado en una versión del vídeo dirigida por Malik Bendjelloul. En 2012, el comediante y presentador británico Rowland Rivron también ganó el programa de televisión benéfico Let's Dance for Sport Relief con su recreación de la coreografía del video.
Walken citó la admiración por Jonze como una de sus principales razones para aparecer en el video, que también acogió como una oportunidad para hacer «algo diferente». También señaló que, como bailarín de claqué entrenado, bailar música electrónica le sentaba bien.
El video musical fue remasterizado a 4K en 2021.

## Lista de canciones
| «Star 69» / «Weapon of Choice» |                            |          |  |
| N.º                            | Título                     | Duración |  |
| 1.                             | «Star 69» (full version)   | 5:57     |  |
| 2.                             | «Star 69» (radio edit)     | 3:35     |  |
| 3.                             | «Weapon of Choice»         | 5:38     |  |
| 4.                             | «Weapon of Choice» (video) | 3:31     |  |

| «Weapon of Choice 2010» |                                           |          |  |
| N.º                     | Título                                    | Duración |  |
| 1.                      | «Weapon of Choice 2010» (Lazy Rich Remix) | 6:05     |  |
| 2.                      | «Weapon of Choice 2010» (Lazy Rich Dub)   | 5:48     |  |
| 3.                      | «Weapon of Choice 2010» (Radio Edit)      | 2:59     |  |

## Premios y nominaciones
| Año  | Nominación              | Categoría                  | Resultado |
| ---- | ----------------------- | -------------------------- | --------- |
| 2001 | MTV Video Music Awards  | Video del año              | Nominado  |
| 2001 | MTV Video Music Awards  | Mejor video de baile       | Nominado  |
| 2001 | MTV Video Music Awards  | Video innovador            | Ganador   |
| 2001 | MTV Video Music Awards  | Mejor dirección            | Ganador   |
| 2001 | MTV Video Music Awards  | Mejor coreografía          | Ganador   |
| 2001 | MTV Video Music Awards  | Mejores efectos especiales | Nominado  |
| 2001 | MTV Video Music Awards  | Mejor dirección artística  | Ganador   |
| 2001 | MTV Video Music Awards  | Mejor edición              | Ganador   |
| 2001 | MTV Video Music Awards  | Mejor cinematografía       | Ganador   |
| 2001 | MTV Europe Music Awards | Mejor video                | Nominado  |
| 2002 | Premios Grammy          | Mejor video musical        | Ganador   |

## Posicionamiento en listas
| Lista (2001)                                | Mejor posición |
| ------------------------------------------- | -------------- |
| Australia (ARIA)                            | 23             |
| Bélgica (Flandes) (Ultratip Bubbling Under) | 14             |
| Bélgica (Valonia) (Ultratip Bubbling Under) | 18             |
| Finlandia (OFC)                             | 20             |
| Alemania (Offizielle Deutsche Charts)       | 81             |
| Irlanda (IRMA)                              | 21             |
| Países Bajos (Mega Single Top 100)          | 85             |
| Escocia (Scottish Singles Sales Chart)      | 6              |
| Reino Unido (Official Charts Company)       | 10             |
| Reino Unido (UK Dance Chart)                | 2              |
| Modern Rock Tracks (Billboard)              | 33             |
| Hot Dance Club Play (Billboard)             | 3              |
| Lista (2006)                                |                |
| UK Singles (OCC)                            | 137            |